# Taboo (Buck-Tick)
Taboo è il quarto album in studio del gruppo musicale giapponese Buck-Tick, pubblicato nel 1989.

## Tracce
1. Iconoclasm – 3:01
2. Tokyo – 4:23
3. Sex for You – 4:14
4. Embryo – 3:59
5. J – 4:25
6. Feast of Demoralization – 4:18
7. Angelic Conversation – 5:41
8. Silent Night – 3:26
9. Taboo – 3:59
10. Just One More Kiss – 5:03

## Formazione
- Atsushi Sakurai - voce
- Hisashi Imai - chitarra, cori
- Hidehiko Hoshino - chitarra, cori
- Yutaka Higuchi - basso
- Toll Yagami - batteria